# Syed Ahmed Khan
Syed Ahmed Khan (Delhi, 17 ottobre 1817 – Aligarh, 27 marzo 1898) è stato un filosofo e educatore indiano.
Dapprima integralista islamico, fu autore di un rinnovamento religioso che poneva come modello l'Inghilterra. I seguaci di Khan presero il nome di Neceri. Vedi i movimenti liberali nell'Islam.